# رحیم دادگر
رحیم دادگر  از سیاستمداران ایرانی بود، که در دوره‌های  نوزدهم بعنوان نماینده گرگان در مجلس شورای ملی حضور داشت.